# Governo di Somma I
Il governo di Somma I è stato il secondo governo del Regno delle Due Sicilie. Rimase in carica dal 4 giugno 1815 al 27 giugno 1816.

## Composizione
- Tommaso Maria di Somma: Presidente del Consiglio dei ministri.
- Donato Antonio Tommasi, marchese di Casalicchio: Ministro Segretario di Stato degli Affari Interni (1815-1820).
- Donato Antonio Tommasi, marchese di Casalicchio: Ministro Segretario di Stato di Grazia e Giustizia (1815-1820).